# يانوش بياليك
يانوش بياليك (بالبولندية: Janusz Białek)‏ هو لاعب كرة قدم بولندي في مركز الدفاع، ولد في 10 أكتوبر 1955 في Żelechów ‏ في بولندا.